# Куанышев, Оразбек Султанович
Оразбек Султанович Куанышев (каз. Оразбек Сұлтанұлы Қуанышев; 1 мая 1935, а. Каратогай, Атбасарский район, Казакская АССР, РСФСР, СССР — 11 апреля 1999, Алма-Ата, Казахстан) — советский казахский партийный и государственный деятель, первый секретарь Кокчетавского (1978—1985) и Тургайского (1985—1988) обкомов КП Казахстана. Герой Социалистического Труда (1981).

## Биография
Член КПСС с 1961.

### Образование
В 1958 окончил Казахский сельскохозяйственный институт.

### Трудовая деятельность
Трудовую деятельность начал агрономом отделения в совхозе «Шуйский» родного Атбасарского района.
- 1958—1969 гг. на хозяйственной работе в Целиноградской области: главный агроном хозяйства, затем — директор совхоза им. Тельмана, второй секретарь Астраханского райкома КП Казахстана, первый заместитель начальника Целиноградского областного управления сельского хозяйства,
- 1969—1971 гг. — первый секретарь Атбасарского райкома КП Казахстана,
- 1971—1978 гг. — второй секретарь Целиноградского обкома КП Казахстана,
- 1978—1985 гг. — первый секретарь Кокчетавского обкома КП Казахстана. По итогам десятой пятилетки область одержала очередную победу во Всесоюзном соревновании, а 1980 год выдался самым урожайным: по 15,7 центнера зерна с каждого гектара.
- 1985—1988 гг. — первый секретарь Тургайского обкома КП Казахстана,
- 1988—1991 гг. — министр хлебопродуктов Казахской ССР.

Кандидат в члены ЦК КПСС (1981—1990).
В 1981 году удостоен звания Героя Социалистического Труда «за выдающиеся успехи, достигнутые в выполнении планов и социалистических обязательств по продаже государству в 1980 году миллиарда пудов зерна и перевыполнении планов десятой пятилетки по производству и закупкам хлеба и других сельскохозяйственных продуктов».
Депутат Совета Национальностей Верховного Совета СССР 10-11 созывов (1979—1989) от Казахской ССР.
С 1991 г. на пенсии.
Скончался 11 апреля 1999 года, похоронен на Кенсайском кладбище.

## Награды и звания
Герой Социалистического Труда (19.02.1981). Награждён двумя орденами Ленина, орденом Октябрьской Революции, двумя орденами Трудового Красного Знамени, медалями.